# De grønne slagtere
The Green Butchers (Deense titel: De grønne slagtere) (vertaling: De groene slagers) is een Deense film uit 2003 van Anders Thomas Jensen met in de hoofdrollen Nikolaj Lie Kaas, Mads Mikkelsen en Line Kruse.
Jensen schrijft sinds eind jaren 90 al scripts voor succesvolle korte en lange films, maar De grønne slagtere is Jensens tweede lange film als regisseur. Zijn eerste was Blinkende lygter uit 2000.

## Verhaal
Svend en Bjarne zijn twee slagers die in de slagerij van Holger werken, maar een eigen zaak willen beginnen. Daarvoor moeten ze allebei een miljoen DKK ophoesten. Svend neemt een extra hypotheek op zijn huis, maar Bjarne moet een lening afsluiten. Bjarne besluit daarom het leven van zijn verstandelijk gehandicapte tweelingbroer Eigil te laten beëindigen, die al zeven jaar hersendood is en in een instelling kunstmatig in leven wordt gehouden. Zo kan hij aanspraak maken op het miljoen dat zijn overleden ouders aan zijn broer hebben nagelaten. Svend heeft ondertussen visitekaartjes laten maken voor de opening van zijn nieuwe slagerij. Op de dag van de opening komen er echter geen klanten, wat hem nog onzekerder maakt dan hij al is. Als Svend die avond de winkel afsluit, sluit hij per ongeluk de mecanicien op die in de vriescel het licht aan het repareren is.
Als Svend de volgende ochtend de vriescel opent, treft hij de mechanicien doodgevroren aan. Net op dat moment komt Holger de winkel binnen en bestelt vlees voor de barbecue van de Rotary. Wanneer Bjarne in de slagerij arriveert, en een paniekerige Svend aantreft, stelt hij voor om het ongeluk aan te geven, tot hij erachter komt dat Svend de mechanicien in de koelcel aan een vleeshaak heeft opgehangen, filets heeft gesneden van diens dijbeen en ze die ochtend als kippenvlees heeft verkocht aan Holger. Svend en Bjarne besluiten het lichaam goed in te vriezen, zodat ze het daarna via de bottenvermaler kunnen laten verdwijnen.
De volgende dag staat er een lange rij klanten voor de winkel, die via de Rotary van het lekkere vlees gehoord hebben. Svend, die zich voor het eerst in zijn leven succesvol en geliefd voelt, heeft tot ongenoegen van Bjarne inmiddels ook het vlees van het andere been van de mecanicien verkocht. Hoewel Svend aan Bjarne belooft te stoppen met het verkopen van mensenvlees, lokt hij makelaar Hans Petersen de vriescel in om een nieuwe voorraad mensenvlees te vergaren. Wanneer Bjarne daarachter komt, wordt hij boos op Svend. Svend probeert Bjarne echter ervan te overtuigen dat het feit dat Bjarne onlangs een meisje, Astrid, ontmoet heeft dat hem leuk vindt, te danken is aan het succes van de slagerij. Het succes is zelfs zo groot dat de lokale televisie Svend komt interviewen en hij een nieuwe auto kan kopen.
Als in de instelling de kunstmatige beademing van Eigil gestopt wordt, ontwaakt hij uit zijn coma en zoekt hij zijn broer op in de slagerij. Bjarne wil echter niets van hem weten, en vraagt de instelling of het mogelijk is om Eigils leven alsnog te beëindigen of hem in ieder geval bij hem weg te houden. Dokter Grith vindt dat Bjarne psychische hulp nodig heeft, waarop Bjarne haar adviseert om eens met Svend te gaan praten in de slagerij. Kort daarop hangt ook haar lichaam aan een vleeshaak in de koelcel. 
Astrid, het meisje waar Bjarne mee omgaat, is net als Bjarne ooit haar ouders verloren en werkt voor en wordt onderhouden door Dominee Villumsen. Ze onderhoudt onder meer het kerkhof. Dominee Villsumsen heeft na een vliegtuigongeluk ooit zijn vrouw moeten opeten en vertelt aan Holger dat het kippenvlees van Svend hem herinnert aan de smaak van het vlees van zijn vrouw. Ondertussen ontmoet Astrid op het kerkhof Eigil, die bezig is twee kippen te begraven die hij achter de slagerij van Svend heeft gevonden. Eigil is een fanatieke dierenliefhebber, en is bedroefd om het dierenleed. Astrid neemt Eigil mee naar een kippenhok waar hij de dieren mag verzorgen. Als Eigil en Astrid later nog zitten te praten, komt Bjarne binnen. Als hij Eigil ziet keert hij zich om en gaat hij weg. Astrid houdt hem tegen, maar als Eigil toenadering tot hem zoekt, schopt Bjarne hem en vertrekt hij alsnog.
Holger krijgt het vermoeden dat Svend en Bjarne mensen vermoorden. Hij ziet zijn vermoeden bevestigd wanneer hij uitvindt dat ze veel meer kippenvlees verkopen dan dat ze slachtkippen inkopen. Als hij bij Dominee Villumsen is, waarschuwen ze Astrid voor Bjarne. Holger vertelt Astrid dat Eigil bij zijn geboorte door zuurstofgebrek gehandicapt is geraakt, doordat hij zeven minuten later is geboren dan zijn broer Bjarne. Ook vertelt hij over het auto-ongeluk waarbij Eigil zeven jaar geleden in coma was geraakt. Eigil hield toen al veel van dieren, en het gezin ging naar de dierentuin. Onderweg vroeg Eigil of hij de auto eens een stukje mocht sturen. Omdat zijn ouders Eigil nooit iets weigerden, tot groot ongenoegen van Bjarne, mocht dit. Eigil reed te hard en week uit voor een hert dat de weg overstak. Het hert bleef ongedeerd, maar beide ouders van Eigil en Bjarne en Bjarnes vrouw kwamen om. Bjarne brak slechts een arm en een been. Na het ongeluk zwierf Bjarne 's nachts door de straten om dieren te vermoorden en skeletten te verzamelen. Holger ontfermde zich uiteindelijk over Bjarne en leidde hem op tot slager. Astrid wil echter niet geloven dat Svend en Bjarne mensen vermoorden, en besluit Eigil te helpen om het goed te maken met Bjarne. 
Astrid en Eigil gaan naar de slagerij om Bjarne twee zelf gedode kippen aan te bieden. Bjarne is er niet en Svend besluit de lastige bezoekers de vriescel in te lokken. Bjarne is ondertussen bij de dominee op zoek naar Astrid, maar die vertelt hem dat ze naar de slagerij is gegaan. Vervolgens rijdt hij naar de slagerij, maar Svend liegt dat hij Astrid niet gezien heeft. Als Bjarne weer weg wil gaan, bonkt ze echter met haar hoofd tegen de deur van de vriescel. Bjarne bevrijdt haar, waarop Svend tegen Astrid zegt dat hij maar een grapje maakte. Astrid is echter overstuur en zegt dat ze niets meer met hen te maken wil hebben. Als Astrid is vertrokken, wil Bjarne Svend aanvallen, die hierop de slagerij uit vlucht. Bjarne haalt daarna Eigil uit de vriescel en brengt zijn broer bij bewustzijn. Ze vallen ze samen in slaap op de keukenvloer.
De volgende ochtend is Eigil ervandoor gegaan en opent Bjarne in zijn eentje de winkel. Het mensenvlees is op, maar er staat nog wel een grote schaal van Svends marinade. Hierop besluit Bjarne wat kippen te marineren, en deze als « ander soort kippenvlees » te verkopen. In een volle zaak verschijnen Holger en vier mannen van de levensmiddeleninspectie. Terwijl zij de keuken en vriescel controleren komt Svend binnen en raakt in paniek. Hij wil de schuld op zich nemen, maar wordt door Bjarne afgeleid en mee naar buiten genomen. De controleurs treffen in de keuken en vriescel uiteindelijk niets verdachts aan, alleen erg lekkere gemarineerde kip. Als Svend en Bjarne later over straat lopen, vreest Svend dat het gedaan is met de klandizie. Bjarne is er echter achter gekomen dat niet het mensenvlees de klanten naar hun slagerij lokte, maar Svends marinade. In de laatste scene gaan Svend, Bjarne en Eigil samen naar de kust. Astrid duikt op en vraagt of ze naast Bjarne mag gaan zitten. Svend en Eigil maken ondertussen ruzie over wie de grootste strandbal heeft.

## Rolverdeling
| Acteur           | Personage                       |
| ---------------- | ------------------------------- |
| Nikolaj Lie Kaas | Bjarne, hoofdpersoon            |
| Mads Mikkelsen   | Svend, hoofdpersoon             |
| Line Kruse       | Astrid, vriendin van Bjarne     |
| Nikolaj Lie Kaas | Eigil, getikte broer van Bjarne |
| Ole Thestrup     | Holger                          |
| Bodil Jørgensen  | Tina, verloofde van Svend       |
| Aksel Erhardtsen | Dominee Villumsen               |
| Nicolas Bro      | Hans Petersen, makelaar         |

## Prijzen
- Amsterdam Fantastic Film Festival 2004: Grand prize of European fantasy film in gold
- Brussels International Festival of Fantasy Film 2004: Grand prize of European fantasy film in silver
- Fantasporto 2004: Directors' Week Award voor beste film, beste regisseur en beste acteur (Mads Mikkelsen)
- Robert Festival 2004: Robert voor beste make-up (Charlotte Laustsen)
- Sochi International Film Festival 2004: FIPRESCI Prize

## Trivia
- Nikolaj Lie Kaas speelt een dubbelrol in deze film. Hij speelt de rol van Bjarne en zijn verstandelijk gehandicapte tweelingbroer Eigil.
- Jeppe Kaas, die de muziek voor deze film schreef, is de broer van hoofdrolspeler Nikolaj Lie Kaas. Hij speelt ook een klein rolletje als bespeler van de grote trom in de fanfare.
- Tussen de figuranten (een klant bij de slager) is een man te zien die geen rechteronderarm heeft.
- Op 20 augustus 2023 werd de film uitgezonden bij de VPRO als keuzefilm van zomergast Kamagurka.[1]